# چاه میاندر
چاه میاندر، روستایی است از توابع بخش دستگردان و در شهرستان طبس استان خراسان جنوبی ایران.

## جمعیت
این روستا در دهستان کوه یخاب قرار داشته و بر اساس سرشماری سال ۱۳۸۵ جمعیت آن (۷خانوار) ۳۲نفر
بوده است.